# Chrysotus arduus
Chrysotus arduus är en tvåvingeart som beskrevs av Octave Parent 1934. Chrysotus arduus ingår i släktet Chrysotus och familjen styltflugor.
Artens utbredningsområde är Nigeria. Inga underarter finns listade i Catalogue of Life.